# Katharina Schmirl
Katharina Schmirl (* 1999 in Wiener Neustadt) ist eine österreichische Schauspielerin und Sprecherin.

## Leben und Karriere
Schmirl wurde 1999 in Niederösterreich geboren und wuchs dort auf. Nach einem abgebrochenen Studium der Theaterwissenschaften begann sie 2019 ihre Schauspielausbildung an der Elfriede-Ott-Akademie in Wien, die sie im Juni 2022 abschloss. Neben ihrer Schauspielausbildung Elfriede-Ott-Akademie absolvierte Schmirl 2023 einen Intimacy Coordination Workshop an der Filmakademie Wien.
Bereits während ihrer Ausbildung spielte Schmirl auf Theaterfestivals sowie an verschiedenen Theaterhäusern in Wien und Niederösterreich. Zu ihren Theaterrollen gehören Rollen am Landestheater Niederbayern, am OFF Theater/Märchenbühne, am Scala Theater Wien und am Stadttheater Mödling.
Katharina Schmirl lebt und arbeitet in Wien und Landshut.

## Filmografie
- 2024: Meeresrausch (Kurzfilm)
- 2023: Gina
- 2022: Agnosie & Er (Kurzfilm)

## Theater
Bereits während ihrer Ausbildung spielte Schmirl auf Theaterfestivals sowie an verschiedenen Theaterhäusern in Wien und Niederösterreich. Zu ihren Theaterrollen gehören:
- Eunice in Endstation Sehnsucht von Tennessee Williams am Landestheater Niederbayern (2025)
- Die Meerhexe in Die kleine Meerjungfrau am Landestheater Niederbayern (2024–2025)
- Vera/Junge Engelin in Der Brandner Kaspar 2 an der Komödie im Bayerischen Hof (2024)
- Smeraldina in Der Diener zweier Herren von Carlo Goldoni am Landestheater Niederbayern (2024)
- Die Frau in Tod eines Handlungsreisenden von Arthur Miller am Landestheater Niederbayern (2024)
- Erzählerin/Puppenspielerin in Die heilige Nacht am OFF Theater/Märchenbühne Der Apfelbaum (2022)
- Pepi Kokosch in Hochzeit von Elias Canetti am Scala Theater Wien (2022)
- Die Frau in Tod eines Handlungsreisenden am Stadttheater Mödling und Scala Theater Wien (2021)

## Hörspiel und Sprechertätigkeit
Im Jahr 2021 wurde Schmirl als Sprecherin in Fugen, einer Hörspielproduktion von Ö1 und Wien modern, für den Ö1 Publikumspreis nominiert. Sie spielte die Hauptrolle der Erzählerin in diesem Hörspiel, das auf einem Werk von William Gibson basiert.